# Vittorio Gregotti
Vittorio Gregotti (10. srpna 1927 Novara – 15. března 2020 Milán) byl italský architekt. Bývá řazen k neoavantgardě či postmodernismu. Byl členem Italské komunistické strany. K jeho nejznámějším stavbám patří Estadi Olímpic Lluís Companys (olympijský stadion v Barceloně), Belémské kulturní centrum v Lisabonu, Teatro degli Arcimboldi v Miláně nebo kampus Calabrijské univerzity. Zemřel na covid-19 v počátcích covidové pandemie.

## Galerie

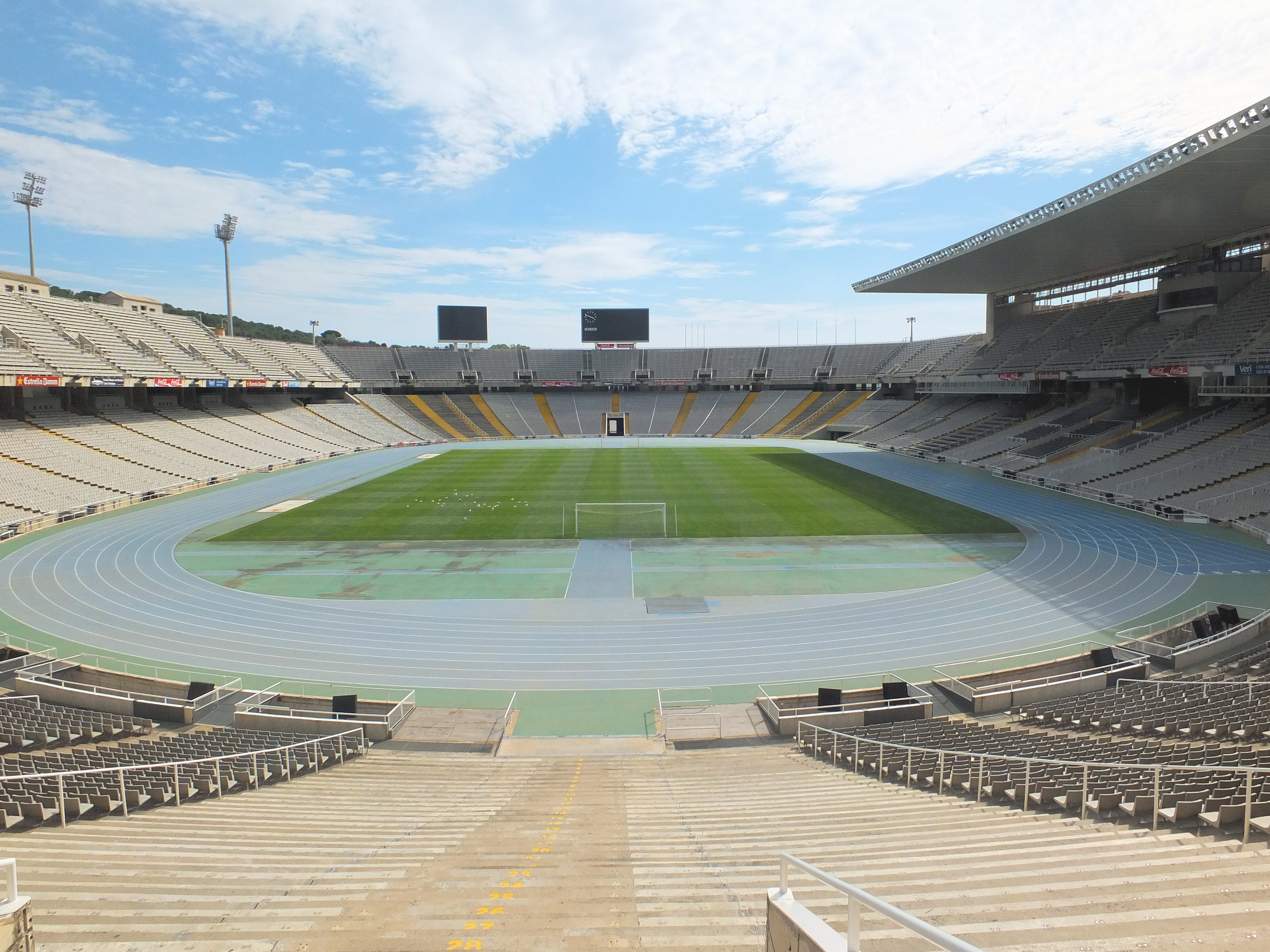
Olympijský stadion v Barceloně
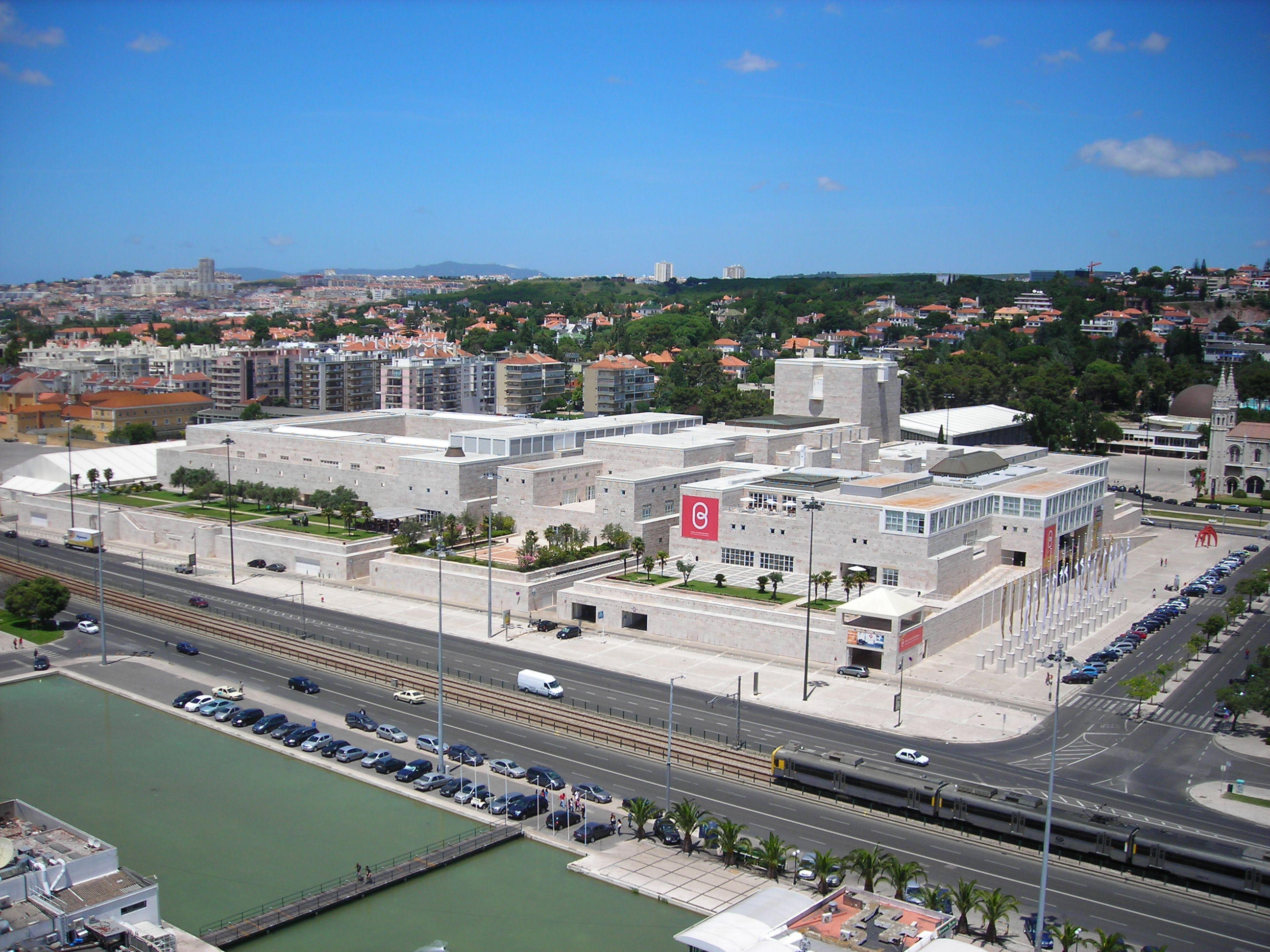
Belémské kulturní centrum v Lisabonu
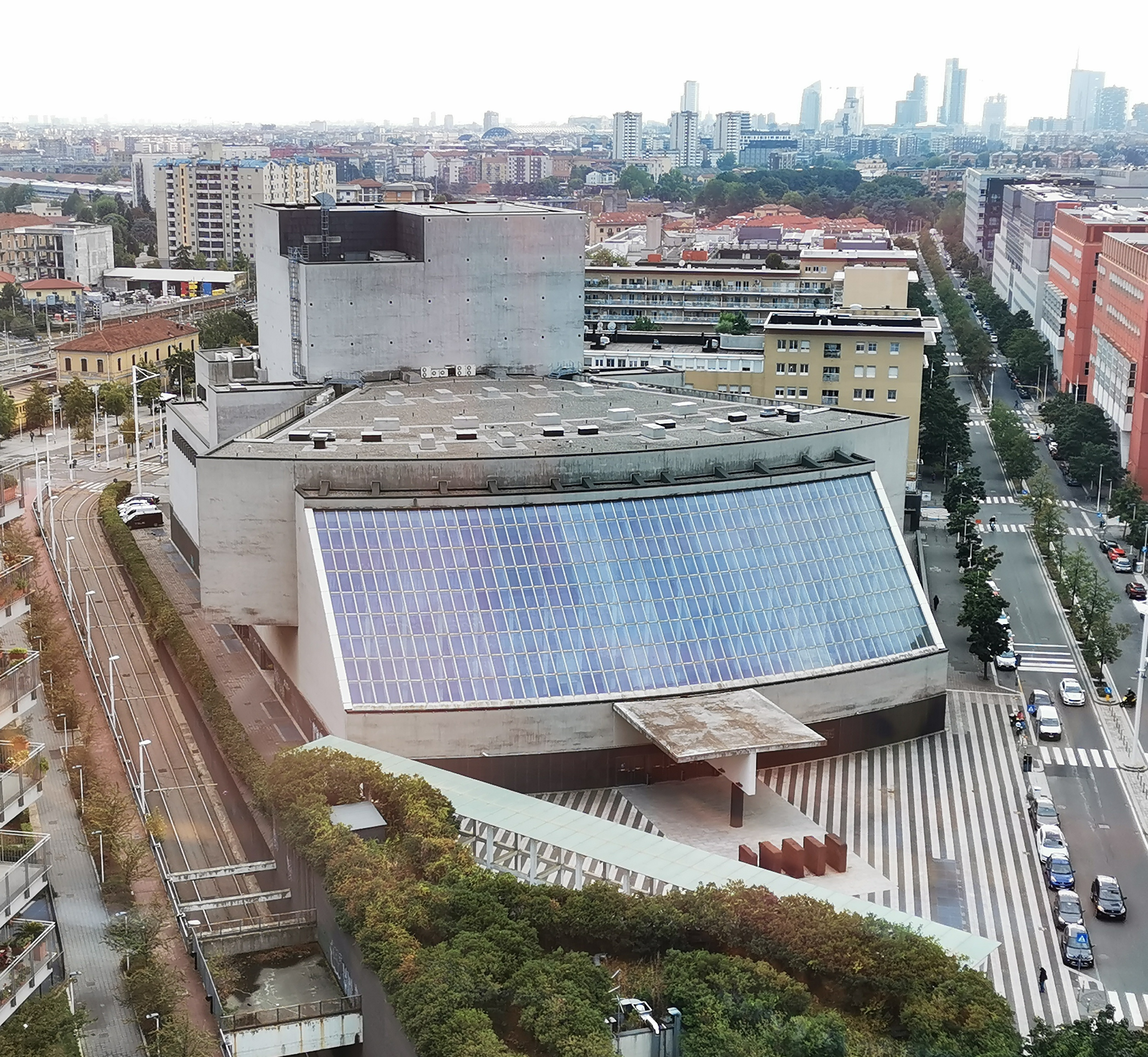
Teatro degli Arcimboldi
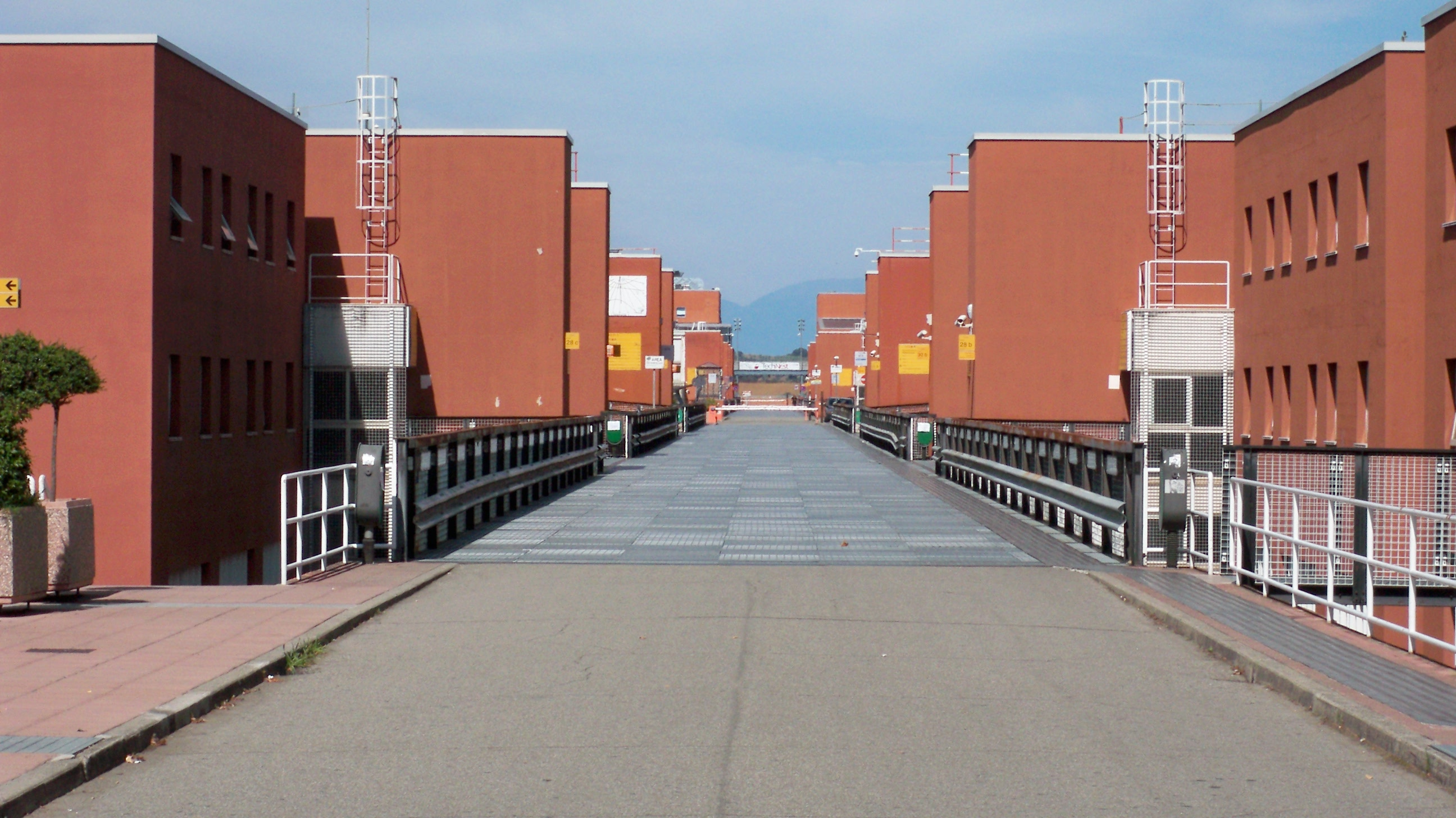
Kampus Calabrijské univerzity